# Leevi Lehto
Pour les articles homonymes, voir Lehto.
Leevi Henrik Lehto, né le 23 février 1951 à Asikkala et mort le 22 juin 2019 à Helsinki, est un écrivain, poète, traducteur et éditeur finlandais.

## Biographie
Après avoir fait ses débuts poétiques en 1967, il a publié six volumes de poésie, un roman, Janajevin unet (Yanayev's Dreams, 1991), et un ouvrage de prose expérimental, Päivä (Day, 2004). Il a été actif dans la politique de gauche (dans les années 1970) et a travaillé comme dirigeant d'entreprise dans le secteur des communications (dans les années 1990). Il était également connu pour ses expériences en écriture numérique, telles que Google Poem Generator.
Ses traductions, soit une quarantaine de livres au total, vont de l'écriture de mystère à la philosophie, à la sociologie et à la poésie, en passant par les œuvres de Louis Althusser, Gilles Deleuze, George Orwell, Stephen King, Ian McEwan, Josef Skvorecky, John Keats, Mickey Spillane et Charles Bernstein.
Il a enseigné la poésie à la Critical Academy (Kriittinen korkeakoulu) à Helsinki et est président du groupe de planification de la conférence annuelle sur la poétique à Helsinki, membre du groupe de planification du séminaire de poésie de Kuopio Sound, responsable de la série de livres de poésie poEsia (Nihil Interit et Kirja Kerrallaan), membre du conseil de rédaction de Sibila, magazine brésilien de poésie, et rédacteur en chef du Electronic Poetry Centre (EPC) basé aux États-Unis. Le premier volume de poésie de Leevi Lehto en anglais, Lake Onega et Other Poems, est publié par Salt Publishing en novembre 2006.
Lehto est mort des suites d'une atrophie multisystémique le 22 juin 2019, à l'âge de 68 ans.

## Œuvres
- (fi) Muuttunut tuuli, Helsinki, Otava, 1967
- (fi) Rakkauden puheesta, Helsinki, Otava, 1969
- (fi) Ihan toinen iankaikkisuus, Helsinki, Otava, 1991 (ISBN 951-1-12179-0)
- (fi) Janajevin unet, Helsinki, Taifuuni, 1992 (ISBN 951-581-009-4)
- (fi) Kielletyt leikit, Helsinki, Otava, 1994 (ISBN 951-1-13270-9)
- (fi) Ääninen, Helsinki, Like, 1997 (ISBN 951-578-524-3)
- (fi) Ampauksia ympäripyörivästä raketista, Turku, Savukeidas, 2004 (ISBN 952-5500-05-5)
- (fi) Päivä, Helsinki, Kirja kerrallaan, 2004 (ISBN 952-5439-77-1)
- (fi) Alussa oli kääntäminen. 2000-luvun poetiikkaa, Turku, Savukeidas, 2008 (ISBN 952-5500-32-2)

## Prix et récompenses
- Prix Eino Leino, 2015